# TEE Mistral
De TEE Mistral of TEE le Mistral was een beroemde trein van de Franse spoorwegmaatschappij SNCF, die Parijs en Marseille met Nice verbond. Hij dankte zijn naam aan de gelijknamige wind die uit noordwestelijke richting van Frankrijk naar de Middellandse Zee blaast. Met een gemiddelde snelheid van 127,7 km/u was het tot 1981 de snelste, volgens een vaste dienstregeling rijdende trein van Europa.
Zijn voorloper, de "Rapide Mistral" werd in 1951 op het traject Parijs/Marseille met 1e klasserijtuigen in dienst genomen. In 1952 werd het traject verlengd tot Nice. Vanaf 1954 werden er voor de trein Inox-rijtuigen ingezet.

## Trans Europ Express
De trein werd in de zomer van 1965 in het netwerk van de Trans Europ Express ingezet. Hij reed als TEE 1 van Parijs naar Nice en als TEE 2 in de omgekeerde richting. De tussenliggende haltes waren Dijon (tot februari 1969 alleen de TEE 1) Lyon, Valence, Avignon, Marseille, Toulon, Saint-Raphaël, Cannes en Antibes.

### Rollend materieel
Vanaf 1969 werd de trein met de voor die tijd moderne sneltreinlocomotieven van de Serie BB 9300 en CC 6500 gereden, bovendien werden er ook Inox-rijtuigen van het type Mistral 69 gebruikt

### Route en dienstregeling
De TEE 1 vertrok om 13:10 uur uit Parijs en kwam om 23:20 uur in Nice aan, later werd de aankomsttijd vervroegd naar 22:25 uur. De trein in tegenovergestelde richting vertrok om 13:10 uur (dit werd later 14:35 uur) uit Nice en kwam om 23:25 uur (later 23:35 uur) in de Franse hoofdstad aan. Tot 9 februari 1969 stopten alleen de trein uit Parijs in Dijon. Op 23 mei 1971 werd de trein vernummerd in TEE 11 en TEE 10
| TEE 11 | land      | station              | km   | TEE 10 |
| ------ | --------- | -------------------- | ---- | ------ |
| 13:20  | Frankrijk | Parijs Gare de Lyon  | 0    | 23:35  |
| 15:39  | Frankrijk | Dijon                | 315  | 21:15  |
| 17:10  | Frankrijk | Lyon Perrache        | 512  | 19:48  |
| 18:06  | Frankrijk | Valence              | 617  | 18:50  |
| 19:03  | Frankrijk | Avignon              | 742  | 17:52  |
| 20:15  | Frankrijk | Marseille St Charles | 863  | 16:51  |
| 20:54  | Frankrijk | Toulon               | 930  | 16:04  |
| 21:43  | Frankrijk | St. Raphael          | 1024 | 15:15  |
| 22:05  | Frankrijk | Cannes               | 1057 | 14:52  |
| 22:14  | Frankrijk | Antibes              | 1068 | 14:42  |
| 22:30  | Frankrijk | Nice Ville           | 1088 | 14:28  |

Met de invoering van de hogesnelheidstrein TGV op 26 september 1981 werd de TEE Mistral opgeheven.